# VHF-Band II
VHF-Band II (kurz: Band II) ist die Bezeichnung für den Frequenzbereich im VHF-Bereich zwischen 87,5 und 108 Megahertz (MHz).

## Verwendung

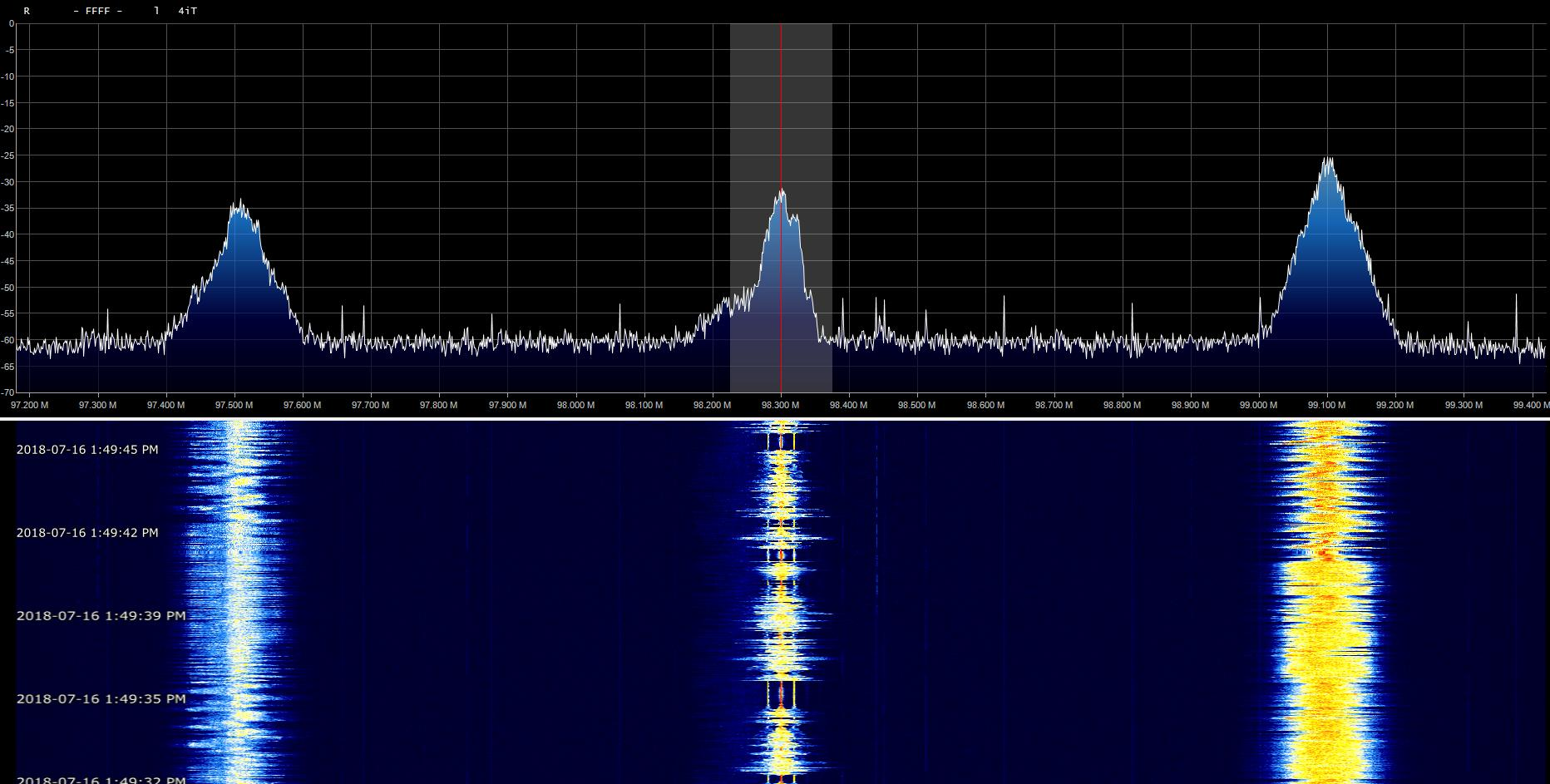
Analoges FM-Radio
(FM / MPX / RDS)

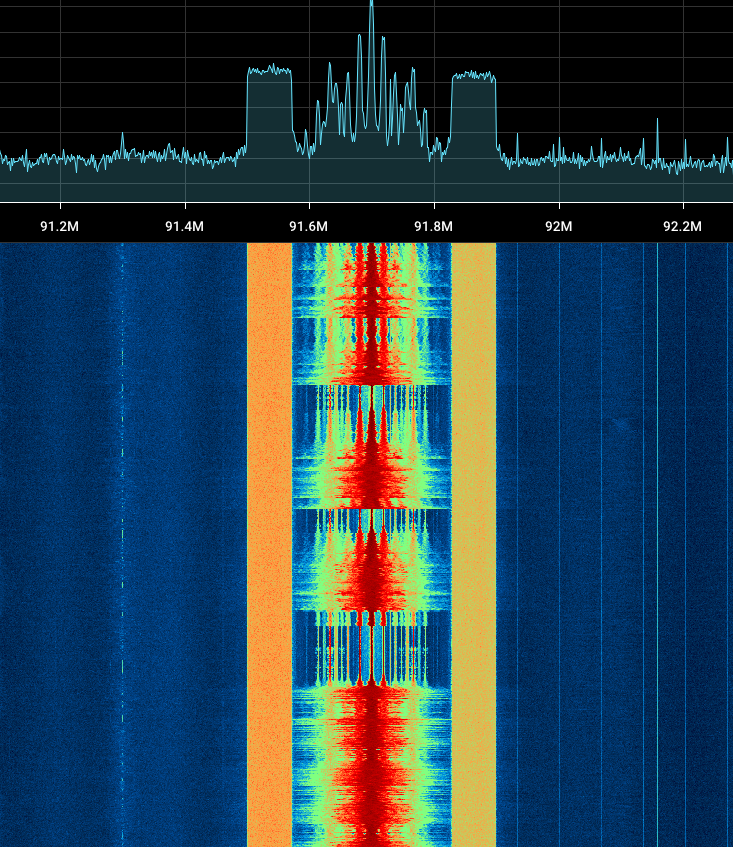
Hybrid-digitales HD-Radio
(FM / MPX / IBOC / RDBS)

Der Frequenzbereich wird weltweit für die analoge, hybrid-digitale sowie rein-digitale Hörfunk-Übertragung verwendet.
Für analoge Übertragungen wird dabei ausschließlich das Frequenzmodulationsverfahren (FM) angewandt, welches mittels Pilotton-Multiplexverfahren (MPX) und Radio Data System (RDS) Stereo-Audio in hoher Qualität und mit diversen Zusatzdiensten übertragen kann.
Für hybrid-digitale und rein-digitale Übertragungen wird in Nordamerika, Südostasien und Teilen Europas das In-Band On-Channel Verfahren (IBOC) verwendet, welches unter dem Markennamen HD-Radio vertrieben wird. Dieses ermöglicht die zu klassischer Frequenzmodulation rückwärtskompatible digitale Übertragung von Stereo-Audio mit diversen Zusatzdiensten.

## Bezeichnung
Das bei analoger Übertragung verwendete Frequenzmodulationsverfahren (FM) wird häufig als Synonym für das VHF-Band II verwendet. Dies ist hauptsächlich der Radioindustrie geschuldet, die das Frequenzband häufig nach der verwandten Modulationsart benennt.
Die Bezeichnung Ultrakurzwelle sowie Meterwelle sind ebenfalls noch gebräuchlich, wenn auch unzutreffend, da sich diese auf das gesamte VHF-Band beziehen.